# Estação Monk
A Estação Monk é uma das estações do Metrô de Montreal, situada em Montreal, entre a Estação Angrignon e a Estação Jolicoeur. Faz parte da Linha Verde.
Foi inaugurada em 03 de setembro de 1978. Localiza-se no Boulevard Monk. Atende o distrito de Le Sud-Ouest.

## Origem do nome
Vários membros da família Monk ocuparam posições no sistema judiciário em Montreal inclusive alguns deles foram juízes de direito. Tiveram também intensa participação na vida política da cidade. O mais conhecido é Sir James Monk. Nomeado Procurador-Geral da Província de Quebec em 1776, ele foi  juiz e, em seguida, o Chefe da Justiça do distrito Judicial de Montreal.
A escolha deste nome é explicada pelo fato de que em 1899 os advogados Frederick D. Monk, Joseph Ulric Émard e outros associados, compraram um terreno, que foi subdividido em lotes. Eles abriram um caminho através desta terra e o primeiro nome deste caminho foi Davidson Street, que mudou em 1911 para o de Monk Boulevard.

## Ruas próximas
- boulevard Monk
- rue Allard

## Pontos de interesse
- Bibliothèque Marie-Uguay
- Maison de la culture Marie-Uguay
- École Dollard-des-Ormeaux
- École St-Jean de Matha
- École Honoré-Mercier
- Centre hospitalier Ville Émard